# Producción de karité y mantequilla en Burkina Faso

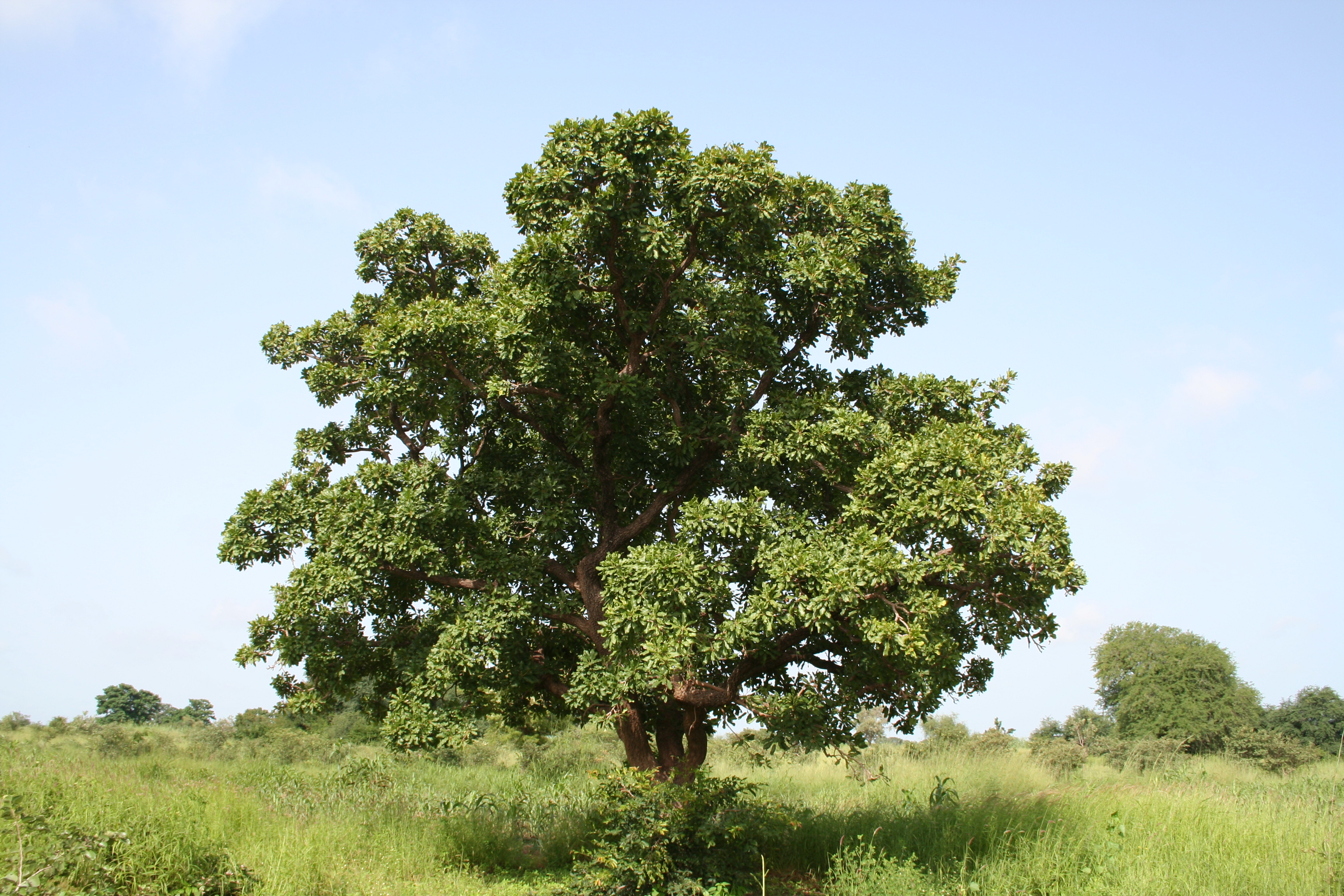
Vitellaria paradoxa, el árbol de karité

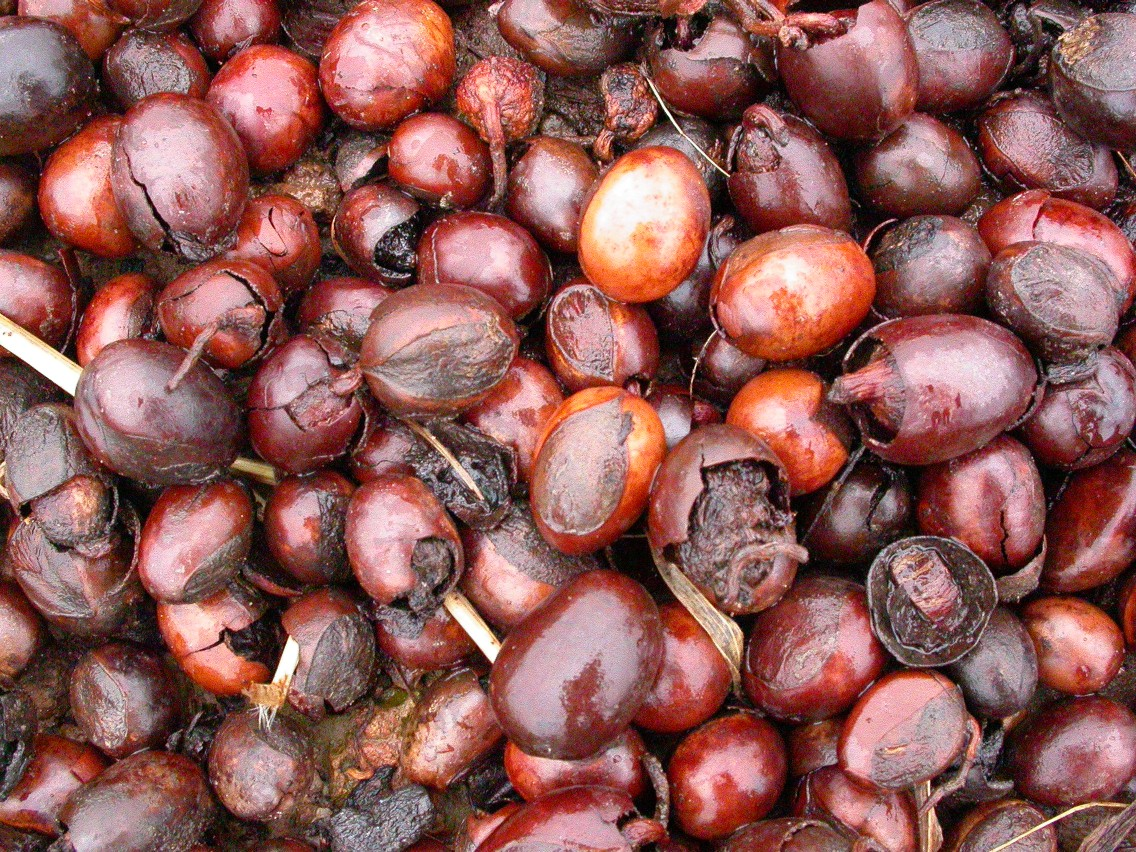
Las nueces de karité

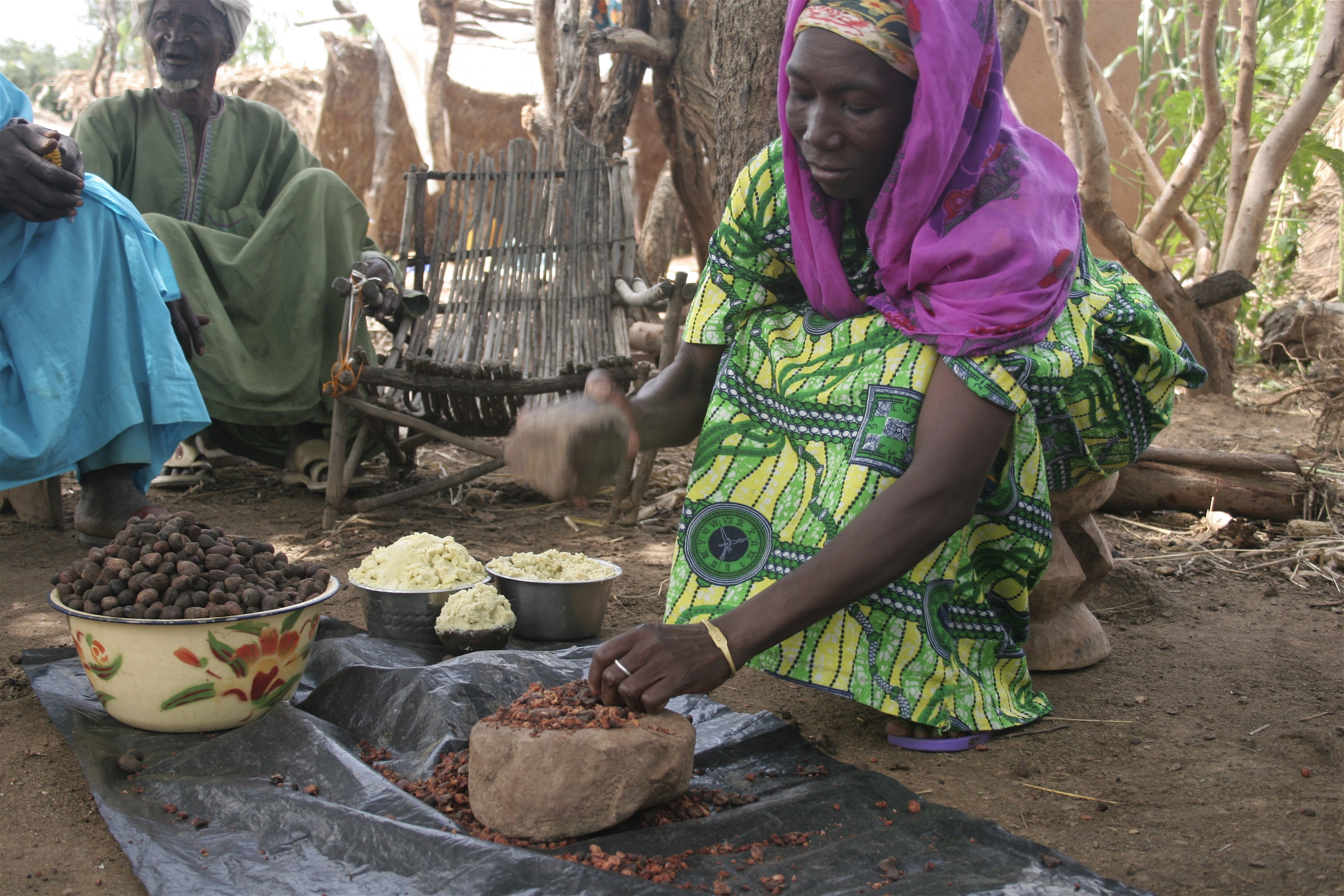
Procesamiento de nueces de karité en Burkina Faso

La vitellaria paradoxa, el árbol de karité es extremadamente importante en Burkina Faso. Llamado «oro de las mujeres» por los aldeanos de Burkinabé, las  nueces del árbol de karité pueden ser recolectadas y procesadas triturándolas y moliéndolas para obtener  manteca de karité, que se utiliza ampliamente en  jabones y cosméticos como humectante, bálsamo o loción. La manteca de karité también es comestible y se puede utilizar en la preparación de alimentos; a veces se utiliza en la fabricación de chocolate. La corteza del árbol también se utiliza como ingrediente en las medicinas tradicionales y se dice que la cáscara de la  nuez puede repeler los mosquitos y también se dice que protege los árboles existentes.
El karité es importante en la economía de Burkina Faso. Es la tercera exportación más importante del país, después del algodón y la ganadería. En 1997, el precio promedio de una tonelada de nueces de karité sin procesar se vendió en el mercado interno por 700 000  francos CFA (980 dólares estadounidenses) y en el extranjero por 1 000 000  francos CFA (1400 dólares estadounidenses). Los centros más importantes de producción de manteca de karité se encuentran en las provincias de Sissili y Ziro.

## Producto
El producto que se extrae como grasa del núcleo de las nueces de karité, que tiene cinco  ácidos grasos primarios, a saber,  palmítico,  esteárico,  oleico,  linoleico y  araquídico; los ácidos esteárico y oleico constituyen el 85-90% de los ácidos grasos. Aunque es una grasa, no se extrae en estado líquido como otros aceites, sino que se procesa en forma de una pasta cremosa blanca, inodora y casi insípida o similar a la mantequilla firme. La manteca de karité producida en la región de la meseta de Mossi de Burkina Faso tiene un porcentaje medio de ácido esteárico más alto y, por lo tanto, es más dura que la manteca de karité de otras regiones de África Occidental; esto se debe a la inferencia científica de que el contenido  fenólico en los granos de karité varía de una región a otra.

## Calidad
La calidad de las nueces de karité y de la mantequilla, que también se exportan en grandes cantidades desde Burkina Faso, depende básicamente de la elaboración posterior a la cosecha; en este proceso, el sancochado de las nueces de karité se lleva a cabo al principio de la temporada, ya que elimina la germinación y ayuda a un secado más rápido. Se obtiene una mejor calidad mediante el secado al sol de la nuez de karité, ya que el ahumado de la nuez sobre un fuego la contamina con hidrocarburos.

## Usos

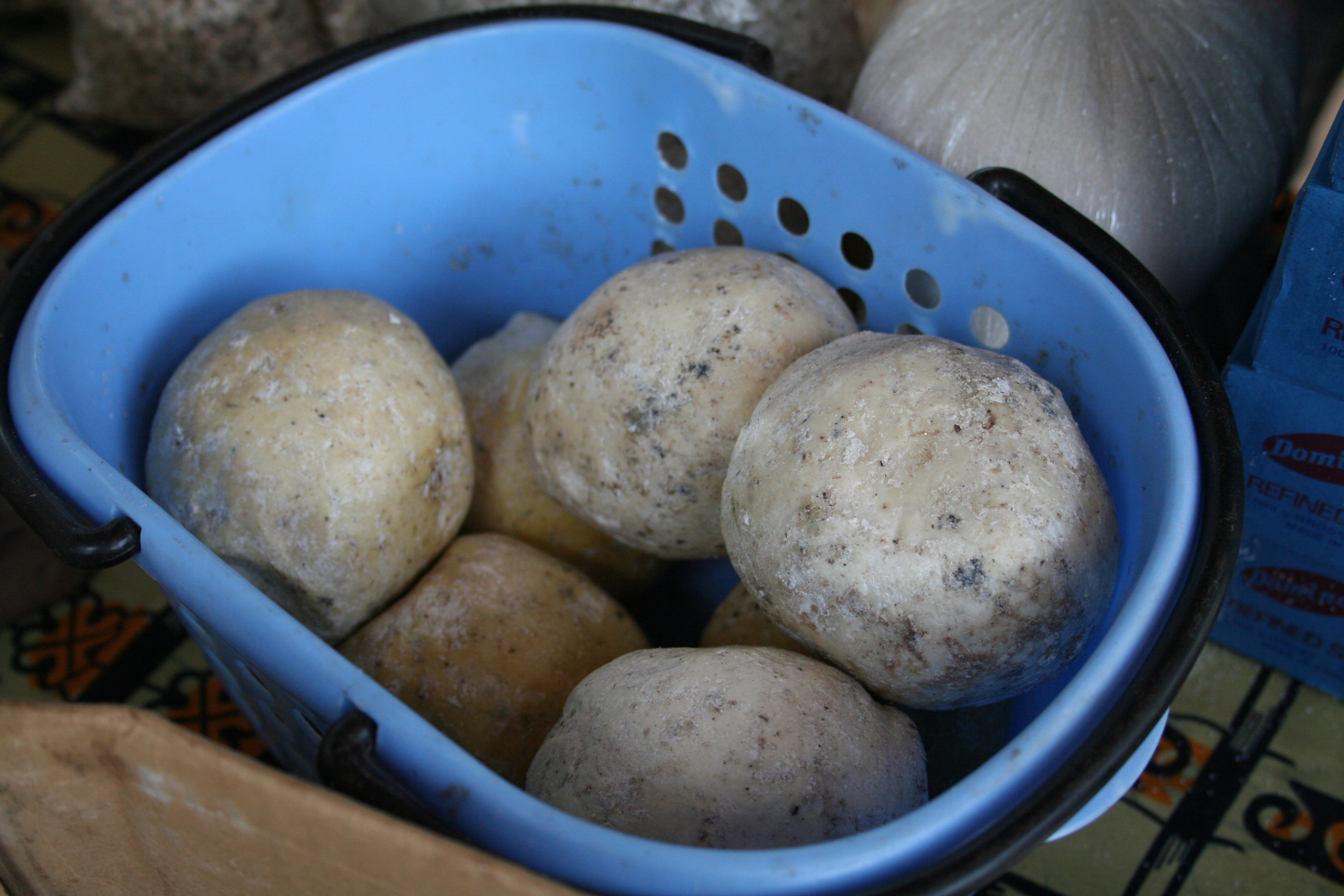
Jabón de karité

La manteca de karité, que se extrae de las nueces de karité, rica en vitaminas y minerales, es vital para la existencia diaria de la gente, ya que se utiliza para mejorar el «sabor, la textura y la digestibilidad de los principales platos regionales» como medio de cocción. Otras actividades relacionadas con la manteca de karité que aumentan los ingresos financieros de los pobres consisten en su uso como ingrediente para hacer cosméticos, chocolates (como sustituto de la manteca de cacao), aplicaciones farmacéuticas y jabón. Los fabricantes de jabón la usan típicamente en pequeñas cantidades (5-7% de los aceites en la receta) ya que tiene la propiedad de dejar una pequeña cantidad de aceite en el jabón. Otros usos incluyen como cera impermeabilizante, para peluquería y para la fabricación de velas. Su potencial de exportación se debe a su producción industrial en Europa para la separación en estearina para su uso con "equivalentes o mejoradores de manteca de cacao (EFCs/CBIs) y margarinas, y una fracción de aceite utilizada como base de bajo valor para margarinas y como componente de alimentos para animales". Su uso también se nota en los instrumentos de percusión africanos tradicionales para aumentar la durabilidad de la madera (como las conchas de djembé talladas), las calabazas secas y las correas de cuero para afinar.

### Usos medicinales
La corteza del árbol se utiliza para curar dolencias en el tratamiento de la piel en niños y para tratar arañazos y cortes menores. Los  insaponificables de karité se utilizan como tratamiento antiinflamatorio para la artritis y como tratamiento tópico para el eccema y otras afecciones de la piel, incluidas las lesiones por  herpes. Un producto patentado «nutracéutico» es un producto de karité que ha sido desarrollado para reducir el colesterol en humanos. Su uso como base para ungüentos medicinales, se ha afirmado que tiene propiedades antiinflamatorias, emolientes y humectantes.

## Exportaciones
Como producto de exportación, las nueces de karité, los granos de karité no elaborados y la manteca de karité elaborada han sido importantes, y en 2000 constituyeron la tercera exportación más importante de Burkina Faso; los dos primeros productos de exportación fueron el algodón y el ganado. La exportación a Europa para la fabricación de chocolates fue aún mejor en 1970 y 1980, y ascendió a 22 000 toneladas en 1990. Sin embargo, las políticas económicas de reestructuración cambiaron este panorama y provocaron una disminución del comercio. Esto creó la necesidad de revisar las políticas y resultó en la participación de ONGs como el Centro Canadiense de Estudios y Cooperación Internacional para la asistencia financiera y técnica, donantes bilaterales, Taiwán, la «Oficina de África Occidental del Fondo de Desarrollo de las Naciones Unidas para la Mujer» (UNIFEM) y muchas otras.

## Empoderamiento de las mujeres
En Burkina Faso, las mujeres han desempeñado tradicionalmente un papel central en la extracción de la manteca de karité, desde la etapa de recolección de las nueces de karité hasta su transformación final en manteca de karité. Sin embargo, la mejora de las condiciones económicas del comercio del karité no había penetrado para beneficiarles y, como resultado, su participación había permanecido restringida a sus mercados locales, mientras que los hombres habían obtenido el gran mercado de exportación a Europa para la industria cosmética; la gran disparidad en los rendimientos de las mujeres locales se refleja en el hecho de que una tonelada promedio de nueces de karité sin procesar se vendió en 1997 a nivel local por 700  000 francos CFA (980 dólares estadounidenses), se exportó a 1 000 000 francos CFA (1 400  dólares estadounidenses) y alcanzó, una vez procesada en manteca de karité, los 1 480  000 francos CFA (2072 dólares estadounidenses); por lo tanto, un kilogramo de manteca de karité que se vendía localmente a solo 60 centavos de dólar estadounidense valía dos o tres veces más en el mercado internacional. Los ingresos de exportación se incrementaron debido al uso de la manteca de karité en cosméticos (para lociones, cremas, jabones y otros productos) por parte de empresas tan conocidas como L'Oréal, The Body Shop y L'Occitane en Provence. Estas exportaciones fueron monitorizadas por UNIFEM para asegurar que los beneficios fluyeran directamente a las mujeres locales involucradas en la industria; la compra de L'Occitane fue diseñada directamente, pasando por alto a los intermediarios, a través de la Union des groupements Kiswendsida (UGK), una red de más de 100 grupos de karité establecida en Burkina Faso. Como resultado, las exportaciones de manteca de karité solo para L'Occitane registraron un aumento de 60 toneladas en 2001 a 90 toneladas en 2002, y la mayor parte de los beneficios llegó a las mujeres que lo produjeron. Las mujeres también fueron capacitadas en el oficio para producir productos de mejor calidad, ya que la calidad había disminuido en el pasado reciente. Este proceso de empoderamiento de la mujer ha impartido "un cierto sentido de autoestima entre los trabajadores. También ha ayudado a las mujeres productoras a ganarse el respeto de su familia y el derecho a hablar en la comunidad.